# Treilles
Treilles är en kommun i departementet Aude i regionen Occitanien  i södra Frankrike. Kommunen ligger  i kantonen Sigean som ligger i arrondissementet Narbonne. År 2022 hade Treilles 263 invånare.

## Befolkningsutveckling
Antalet invånare i kommunen Treilles
Referens: INSEE

## Galleri

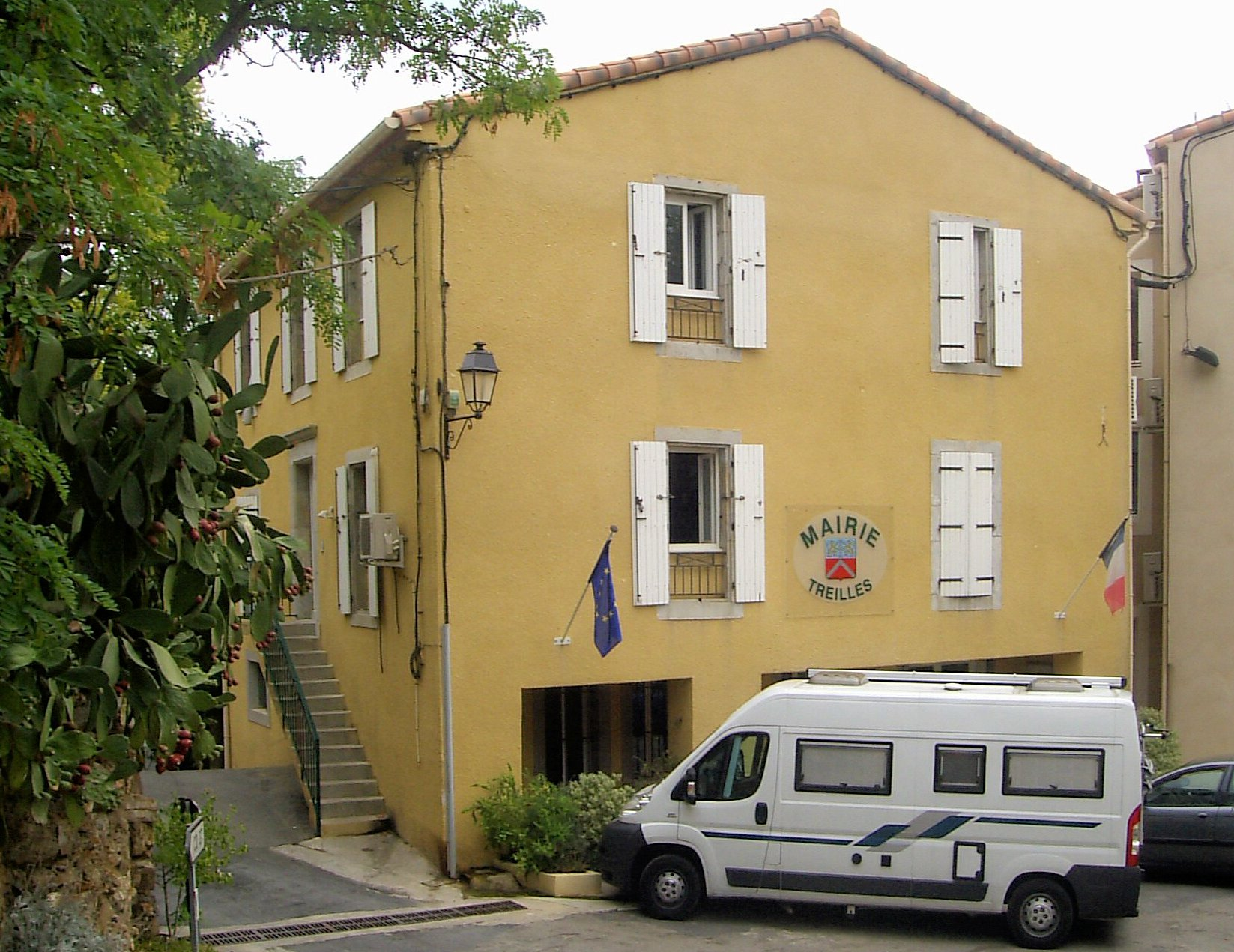